# Oh Soo-yeon
Oh Soo-yeon (* 1964 in Seoul) ist eine südkoreanische Schriftstellerin.

## Leben
Oh Soo-yeon wurde im Jahr 1964 in Seoul geboren. 1994 erschien ihr erster Roman Der Nationalfeiertag des Zwergenlandes, der mit dem Preis für Nachwuchsschriftsteller der Zeitschrift Moderne Literatur (Hyŏndae munhak) ausgezeichnet wurde. 1997 wurde die Erzählung Das leere Haus veröffentlicht. Ab 1997 lebte Oh Soo-yeon zwei Jahre lang in Indien und veröffentlichte 2001 den auf Erfahrungen ihres Indienaufenthaltes basierende Roman Die Küche, in dem sie die Essgewohnheiten der Menschen beobachtet und beschreibt. Für die Erzählung Die Herrlichkeit auf Erden erhielt sie den Literaturpreis der Tageszeitung Hankook Ilbo.
Im März 2003 reiste sie als Gesandte der "Schriftstellerkonferenz für Nationalliteratur" und gleichzeitig als Mitglied der Koreanisch-irakischen Antikriegsinitiative in den Irak. Um über Palästina zu berichten, reiste sie mit den Aktivisten der International Solidarity Movement durch Palästina. Über ihre Erfahrungen der Irakreise schrieb sie eine Dokumentation, die 2004 unter dem Titel Stirbt nicht, Abu-Ali! Irakisches Kriegstagebuch veröffentlicht wurde.

## Arbeiten

### Koreanisch

#### Erzählungen
- 빈집 (Das leere Haus) Seoul: Kang, 1997
- 부엌 (Die Küche) Seoul: Irŭm, 2001
- 황금 지붕 (Das goldene Dach) Seoul: Silch'ŏn munhaksa, 2007

#### Romane
- 난장이 나라의 국경일 (Der Nationalfeiertag des Zwergenlandes) Seoul: Hyŏndae munhak, 1994
- 아부 알리 죽지마 – 이라크 전쟁의 기록 (Stirbt nicht, Abu-Ali! Irakisches Kriegstagebuch) Seoul: Hyangyŏn, 2004
- 돌의 말 (Worte aus Stein) Seoul: Munhakdongnae, 2012

#### Kinderbücher
- 선물 (Geschenk) Seoul: Myŏngye-ŭi chŏndang, 2002

## Auszeichnungen
- 2006 – Preis für exzellente Autoren
- 2001 – Hankook-Ilbo-Literaturpreis
- 1994 – Neuer Schriftstellerpreis